# دنيس كامبل كينيدي
دنيس كامبل كينيدي (بالإنجليزية: Dennis Campbell Kennedy)‏ هو كاتب بريطاني، ولد في 1936.